# Brosna
La rivière Brosna  est un important cours d'eau d'Irlande : il prend sa source dans le Lough Owel, comté de Westmeath, traverse les villes de Mullingar, de Kilbeggan, de Westmeath, et ensuite la ville de Banagher, en Offaly.

## Géographie
Cette rivière longue de 122 km se jette dans le Shannon, en direction de l'ouest, près de Banagher.